# Albert Einstein
Albert Einstein pronunciación en alemán: /ˈalbɐt ˈaɪnʃtaɪn/ⓘ; (Ulm, Imperio alemán, 14 de marzo de 1879-Princeton, Estados Unidos, 18 de abril de 1955) fue un físico alemán de origen judío, nacionalizado después suizo, austriaco y estadounidense. Se le considera el científico más importante, conocido y popular del siglo XX.
En 1905, cuando era un joven físico desconocido, empleado en la Oficina de Patentes de Berna, publicó su teoría de la relatividad especial. En ella incorporó, en un marco teórico simple fundamentado en postulados físicos sencillos, conceptos y fenómenos estudiados antes por Henri Poincaré y Hendrik Lorentz. Como una consecuencia lógica de esta teoría, dedujo la ecuación de la física más conocida a nivel popular: la equivalencia masa-energía, E=mc². Ese año, publicó otros trabajos que sentarían algunas de las bases de la física estadística y de la mecánica cuántica.
En 1915, presentó la teoría de la relatividad general, en la que reformuló por completo el concepto de la gravedad. Una de las consecuencias fue el surgimiento del estudio científico del origen y la evolución del universo por la rama de la física denominada cosmología. En 1919, cuando las observaciones británicas de un eclipse solar acontecido en mayo de ese año, confirmaron sus predicciones acerca de la curvatura de la luz, fue idolatrado por la prensa. Einstein se convirtió en un ícono popular de la ciencia mundialmente famoso, un privilegio al alcance de muy pocos científicos.
Por sus explicaciones sobre el efecto fotoeléctrico y sus numerosas contribuciones a la física teórica, en 1921 obtuvo el Premio Nobel de Física y no por la Teoría de la Relatividad, pues el científico a quien se encomendó la tarea de evaluarla no la entendió, y temieron correr el riesgo de que luego se demostrase errónea. En esa época era aún considerada un tanto controvertida.
Ante el ascenso del nazismo, Einstein abandonó Alemania en diciembre de 1932 con destino a Estados Unidos, donde se dedicó a la docencia en el Institute for Advanced Study. Se nacionalizó estadounidense en 1940. Durante sus últimos años trabajó por integrar en una misma teoría la fuerza gravitatoria y la electromagnética.
Aunque es considerado por algunos como el «padre de la bomba atómica», abogó por el federalismo mundial, el internacionalismo, el pacifismo, el sionismo y el socialismo democrático, con una fuerte devoción por la libertad individual y la libertad de expresión. Fue proclamado «personaje del siglo XX» y el más preeminente científico por la revista Time.

## Biografía

### Infancia
Nació en la ciudad alemana de Ulm, cien kilómetros al este de Stuttgart, en el seno de una familia judía. Sus padres fueron Hermann Einstein y Pauline Koch. Hermann y Pauline se habían casado en 1876, cuando Hermann tenía casi veintinueve años y ella dieciocho. La familia de Pauline vivía cerca de Stuttgart, concretamente en la ciudad de Cannstatt; allí su padre, Julius Koch, explotaba con su hermano Heinrich un comercio muy próspero de cereales. Pauline tocaba el piano y le transmitió a su hijo su amor por la música, entre otras cualidades como su "perseverancia y paciencia". De su padre, Hermann, también heredó ciertos caracteres como la generosidad y la amabilidad que caracterizaron a Albert.

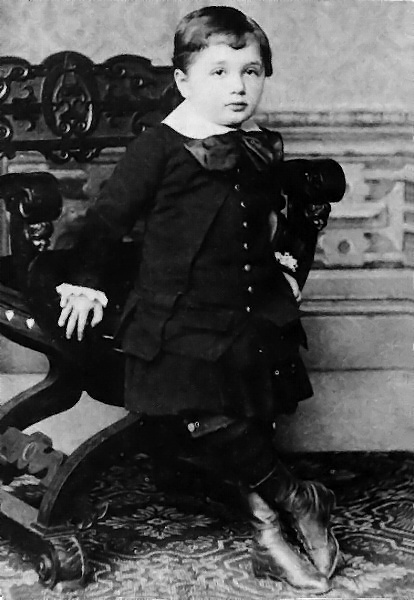
Einstein a los 3 años, en 1882.

En 1880 la familia se mudó a Múnich, donde se criaría durante catorce años, y su padre y el hermano de este, Jakob, quien influyó intelectualmente sobre Albert, fundaron en octubre una empresa dedicada a la instalación de agua y gas. Como el negocio marchaba bien, con el apoyo de toda la familia decidieron abrir un taller propio de aparatos eléctricos (Elektrotechnische Fabrik J. Einstein & Cie.), que suministraban a centrales eléctricas en Múnich-Schwabing, Varese y Susa en Italia, la que fracasaría tras endeudar a toda la familia. Esto causó un trauma no solo a Albert sino también al resto de la familia. A fin de saldar las deudas y financiar el traslado, el querido jardín de la casa de Múnich fue vendido a un promotor inmobiliario.
Desde sus comienzos, demostró cierta dificultad para expresarse, pues no empezó a hablar hasta la edad de tres años, por lo que aparentaba poseer algún retardo que le provocaría algunos problemas. Al contrario que su hermana menor, Maya, que era más vivaracha y alegre, Albert era paciente y metódico y no le gustaba exhibirse. Solía evitar la compañía de otros infantes de su edad y a pesar de que, como niños, también tenían de vez en cuando sus diferencias, únicamente admitía a su hermana en sus soledades. Cursó sus estudios primarios en una escuela católica; desde 1888 asistió al instituto de segunda enseñanza Luitpold (que en 1965 recibiría el nombre de Gymnasium Albert Einstein). Sacó buenas notas en general, no tanto en las asignaturas de idiomas, pero excelentes en las de ciencias naturales. Los libros de divulgación científica de Aaron Bernstein marcaron su interés y su futura carrera. Fue un período difícil que sobrellevaría gracias a las clases de violín (a partir de 1884) que le daría su madre (instrumento que le apasionaba y que continuó tocando el resto de sus días) y a la introducción al álgebra que le descubriría su tío Jakob. Su paso por el gymnasium (instituto de bachillerato), sin embargo, no fue muy gratificante: la rigidez y la disciplina militar de los institutos de secundaria de la época de Otto von Bismarck le granjearon no pocas polémicas con los profesores: en el Luitpold Gymnasium las cosas llegaron a un punto crítico en 1894, cuando Einstein tenía quince años. Un nuevo profesor, el Dr. Joseph Degenhart, le dijo que «nunca conseguiría nada en la vida». Cuando Einstein le respondió que «no había cometido ningún delito», el profesor le respondió: «tu sola presencia aquí mina el respeto que me debe la clase».

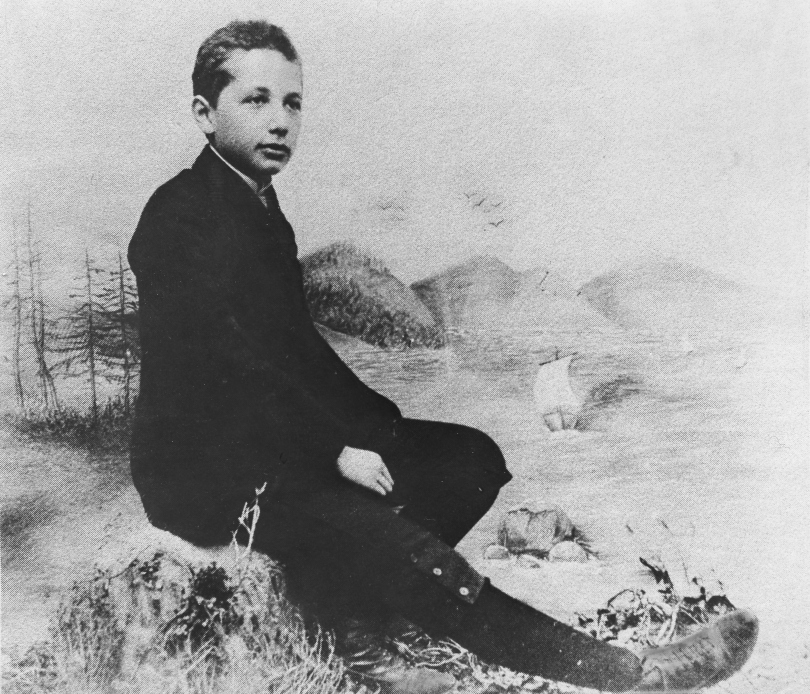
Einstein en 1893, a los 14 años.

Su tío, Jakob Einstein, un ingeniero con gran inventiva e ideas, convenció al padre de Albert para que construyese una casa con un taller, en donde llevarían a cabo nuevos proyectos y experimentos tecnológicos de la época a modo de obtener unos beneficios, pero, debido a que los aparatos y artilugios que afinaban y fabricaban eran productos para el futuro, en el presente carecían de compradores y el negoció fracasó. El pequeño Albert, se crio motivado por las investigaciones que se realizaban en el taller y todos los aparatos que allí había. Además, su tío incentivó sus inquietudes científicas proporcionándole libros de ciencia. Según relata el propio Einstein en su autobiografía, de la lectura de estos libros de divulgación científica nacería un constante cuestionamiento de las afirmaciones de la religión; un librepensamiento decidido que fue asociado a otras formas de rechazo hacia el Estado y la autoridad. Un escepticismo poco común en aquella época, a decir del propio Einstein. El colegio no lo motivaba, y aunque era excelente en matemáticas y física, no se interesaba por las demás asignaturas. A los quince años, sin tutor ni guía, emprendió el estudio del cálculo infinitesimal. La idea, claramente infundada, de que era un mal estudiante proviene de los primeros biógrafos que escribieron sobre Einstein, que confundieron el sistema de calificación escolar de Suiza (un 6 en Suiza es la mejor calificación) con el alemán (un 6 es la peor nota).

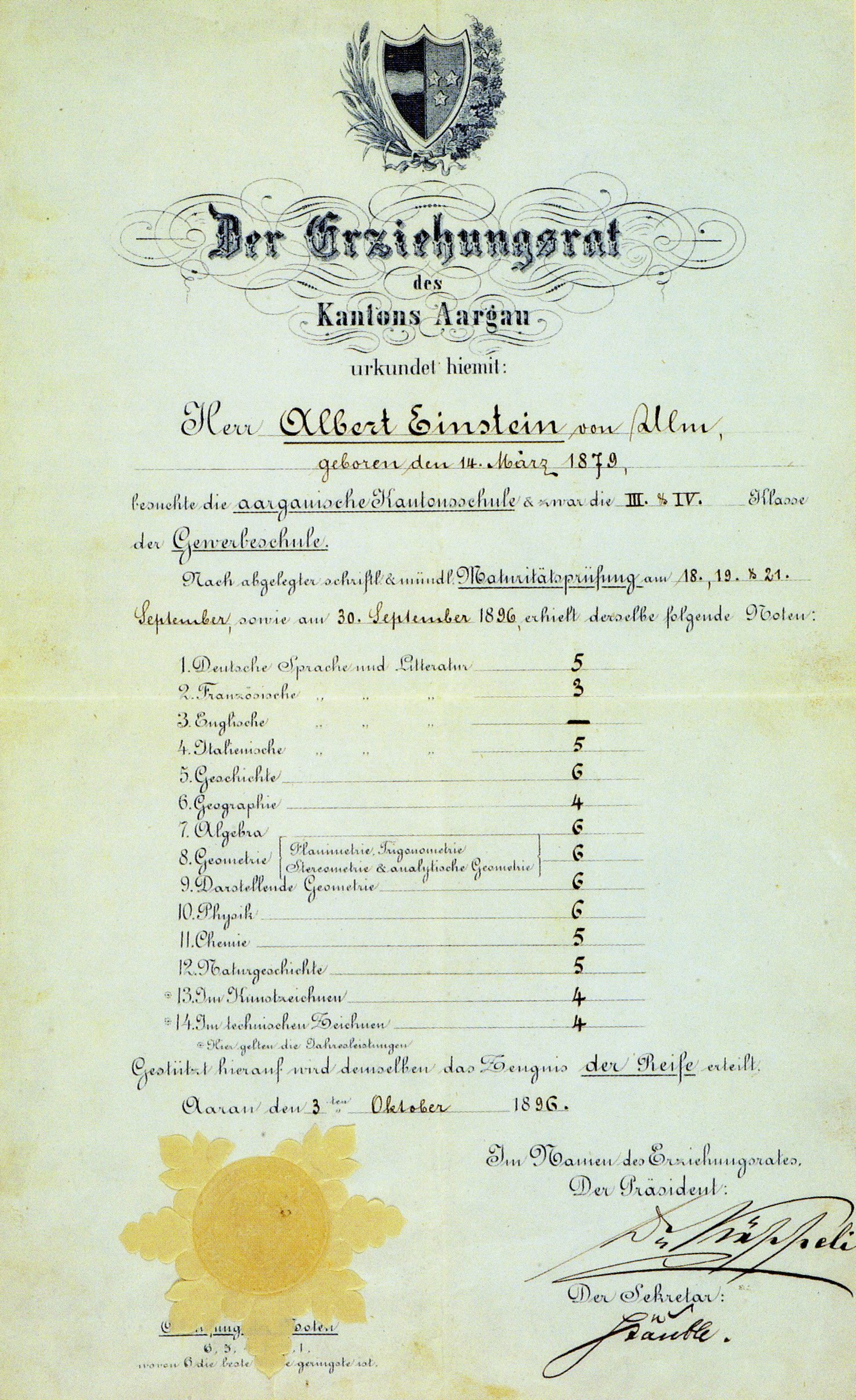
En esta certificación académica aparece con nota 6 en las asignaturas: Historia, Álgebra, Geometría (Planimetría, Trigonometría, Geometría del espacio & Geometría analítica), Geometría descriptiva y Física.

En 1894, la compañía Hermann sufría importantes dificultades económicas y los Einstein se mudaron de Múnich a Pavía (concretamente al Palazzo Cornazzani), en Italia, cerca de Milán. Albert permaneció en Múnich para terminar sus cursos antes de reunirse con su familia en Pavía, pero la separación duró poco tiempo: antes de obtener su título de bachiller decidió abandonar el gymnasium. Sin consultarlo con sus padres, Albert se puso en contacto con un médico (el hermano mayor de Max Talmud, un estudiante de medicina que iba todos los viernes a comer a la casa de los padres de Einstein) para que certificara que padecía de agotamiento y necesitaba un tiempo sin asistir a la escuela, y convenció a un profesor para que certificara su excelencia en el campo de las matemáticas. Las autoridades de la escuela le dejaron ir. Justo después de las Navidades de 1894, Albert abandonó Múnich y se fue a Milán para reunirse con sus padres.

### Juventud
Así, la familia Einstein intentó matricular a Albert en la Escuela Politécnica Federal de Zúrich pero, al no tener el título de bachiller, tuvo que presentarse a una prueba de acceso que suspendió a causa de una calificación deficiente en una asignatura de letras. Esto supuso que fuera rechazado inicialmente, pero el director del centro, impresionado por sus resultados en ciencias, le aconsejó que continuara sus estudios de bachiller y que obtuviera el título que le daría acceso directo al Politécnico. Su familia lo envió a Aarau para terminar sus estudios secundarios en la escuela cantonal de Argovia, a unos 50 km al oeste de Zúrich, donde Einstein obtuvo el título de bachiller alemán en 1896, a la edad de dieciséis años. Ese mismo año renunció a su ciudadanía alemana, presuntamente para evitar el servicio militar, pasando a ser un apátrida. Inició los trámites para naturalizarse suizo. A fines de 1896, a la edad de diecisiete años, Einstein ingresó en la Escuela Politécnica Federal de Zúrich (Suiza), probablemente el centro más importante de la Europa central para estudiar ciencias fuera de Alemania, matriculándose en la Escuela de orientación matemática y científica, con la idea de estudiar física.

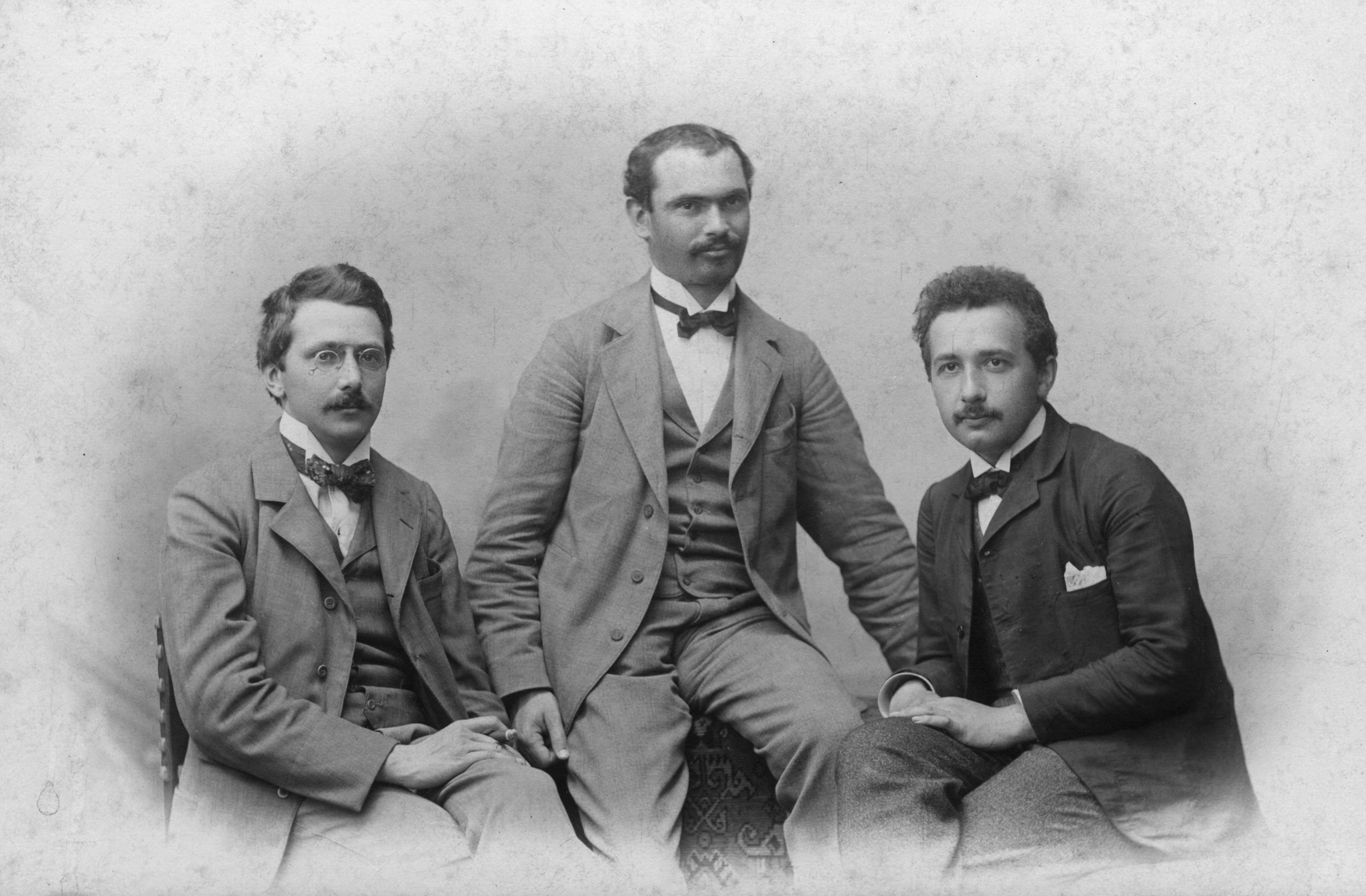
Conrad Habicht, Maurice Solovine y Einstein, los fundadores de la efímera Academia Olimpia.

Durante sus años en la políticamente vibrante Zúrich, descubrió la obra de diversos filósofos: Henri Poincaré, Baruch Spinoza, David Hume, Immanuel Kant, Karl Marx y Ernst Mach. También tomó contacto con el movimiento socialista a través de Friedrich Adler y con cierto pensamiento inconformista y revolucionario en el que mucho tuvo que ver su amigo de toda la vida Michele Besso. En octubre de 1896, conoció a Mileva Marić, una compañera de clase serbia, de talante feminista y radical, de la que se enamoró. En 1900, Albert y Mileva se graduaron en el Politécnico de Zúrich y en 1901, a la edad de veintidós años, consiguió la ciudadanía suiza. Durante este período discutía sus ideas científicas con un grupo de amigos cercanos, incluyendo a Mileva, con la cual tuvo en secreto una hija en enero de 1902, llamada Lieserl. Al día de hoy nadie sabe qué fue de la niña, asumiéndose que fue adoptada en la Serbia natal de Mileva, después de que ambos contrajeran matrimonio, el 6 de enero de 1903, en la ciudad de Berna. No obstante, esta teoría difícilmente puede demostrarse, ya que solo se dispone de pruebas circunstanciales. Los padres de Einstein siempre se opusieron al matrimonio, hasta que en 1902 su padre cayó enfermo de muerte y consintió. Mas su madre nunca se resignó al mismo.

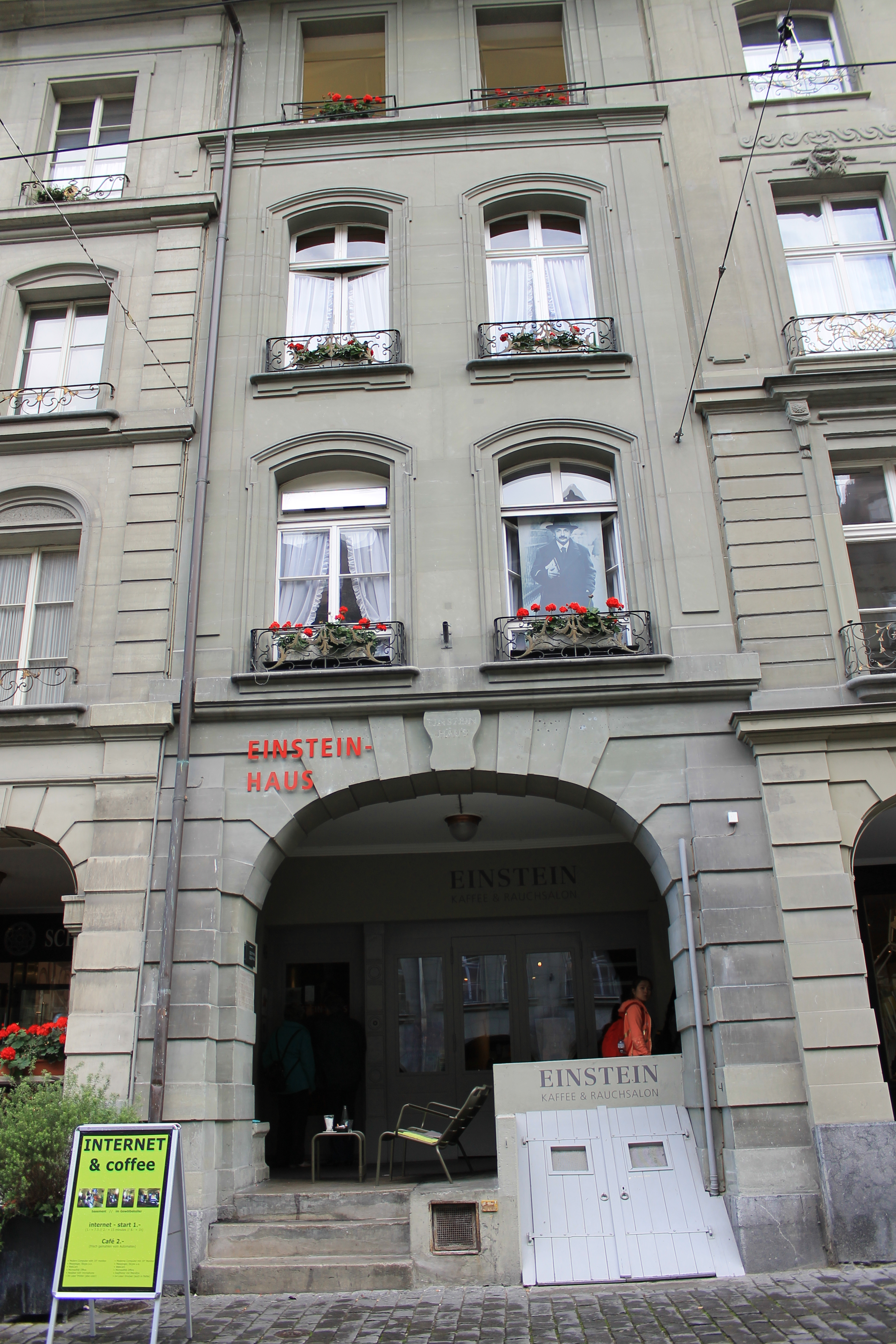
Casa de Albert Einstein en Suiza.

Se graduó en 1900, obteniendo el diploma de profesor de matemática y de física, pero no pudo encontrar trabajo en la Universidad, por lo que ejerció como tutor en Winterthur, Schaffhausen y Berna. Su compañero de clase Marcel Grossmann, un hombre que más adelante desempeñaría un papel fundamental en las matemáticas de la relatividad general, le ofreció un empleo fijo en la Oficina Federal de la Propiedad Intelectual de Suiza, en Berna, una oficina de patentes, donde trabajó de 1902 a 1909. Su personalidad le causó también problemas con el director de la Oficina, quien le enseñó a «expresarse correctamente».
En esta época, Einstein se refería con amor a su mujer Mileva como «una persona que es mi igual y tan fuerte e independiente como yo». Abram Joffe, en su biografía de Einstein, argumenta que durante este periodo fue ayudado en sus investigaciones por Mileva. Esto se contradice con otros biógrafos como Ronald W. Clark, quien afirma que Einstein y Mileva llevaban una relación distante que le brindaba la soledad necesaria para concentrarse en su trabajo.
En mayo de 1904, Einstein y Mileva tuvieron un hijo, al que llamaron Hans Albert Einstein. Ese mismo año consiguió un trabajo permanente en la Oficina de Patentes. Poco después finalizó su doctorado presentando una tesis titulada Una nueva determinación de las dimensiones moleculares, consistente en un trabajo de 17 folios que surgió de una conversación mantenida con Michele Besso, mientras se tomaban una taza de té; al azucarar Einstein el suyo, le preguntó a Besso: 

¿Crees que el cálculo de las dimensiones de las moléculas de azúcar podría ser una buena tesis de doctorado?

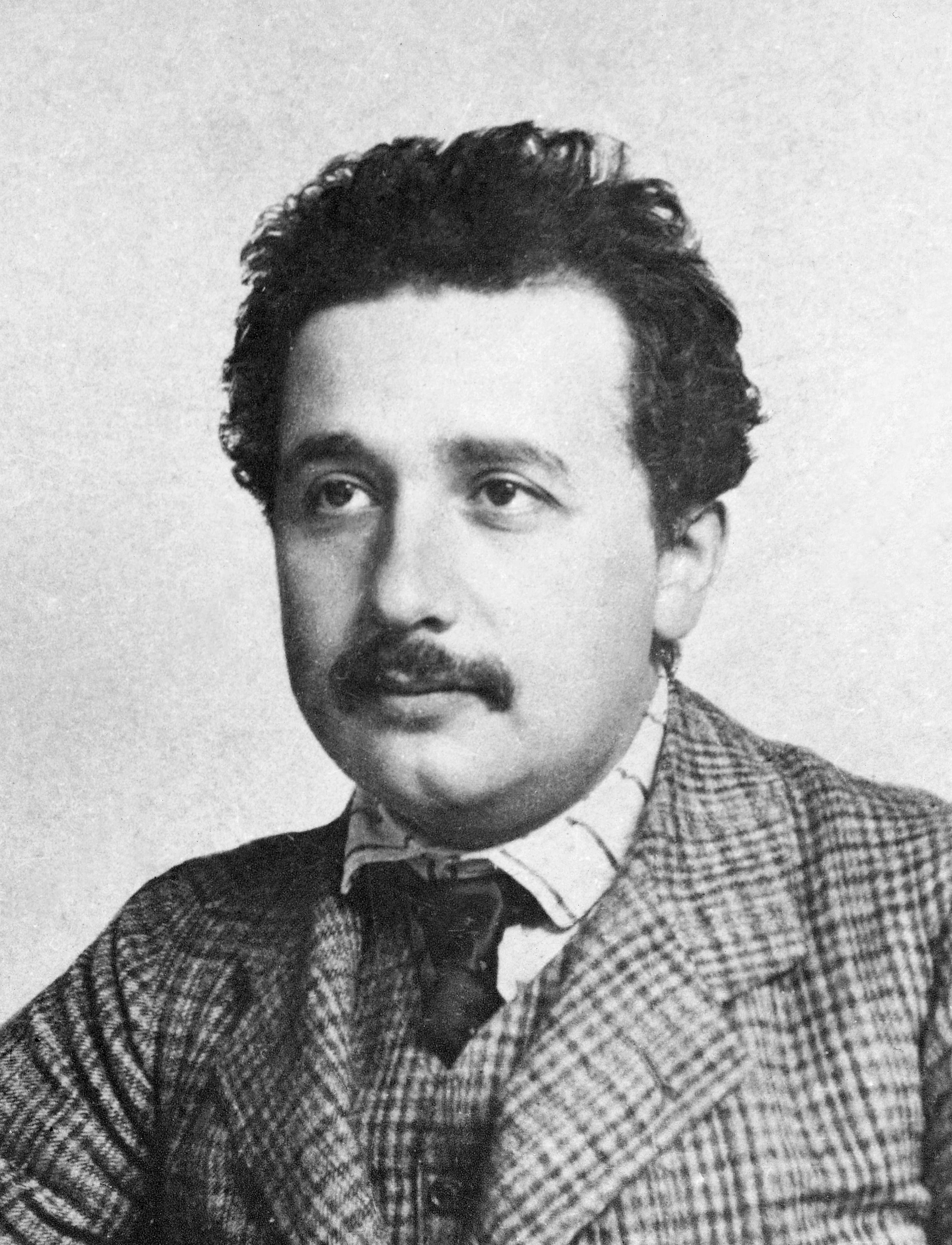
Albert Einstein en 1904 (edad: 25)

En 1905, redactó varios trabajos fundamentales sobre la física de pequeña y gran escala. En el primero de ellos explicaba el movimiento browniano, en el segundo el efecto fotoeléctrico y los dos restantes desarrollaban la relatividad especial y la equivalencia masa-energía. El primero de ellos le valió el grado de doctor por la Universidad de Zúrich en 1906, y su trabajo sobre el efecto fotoeléctrico le haría merecedor del Premio Nobel de Física en 1921, por sus trabajos sobre el movimiento browniano y su interpretación sobre el efecto fotoeléctrico. Estos artículos fueron enviados a la revista Annalen der Physik y son conocidos generalmente como los artículos del annus mirabilis («año milagroso»).

### Madurez

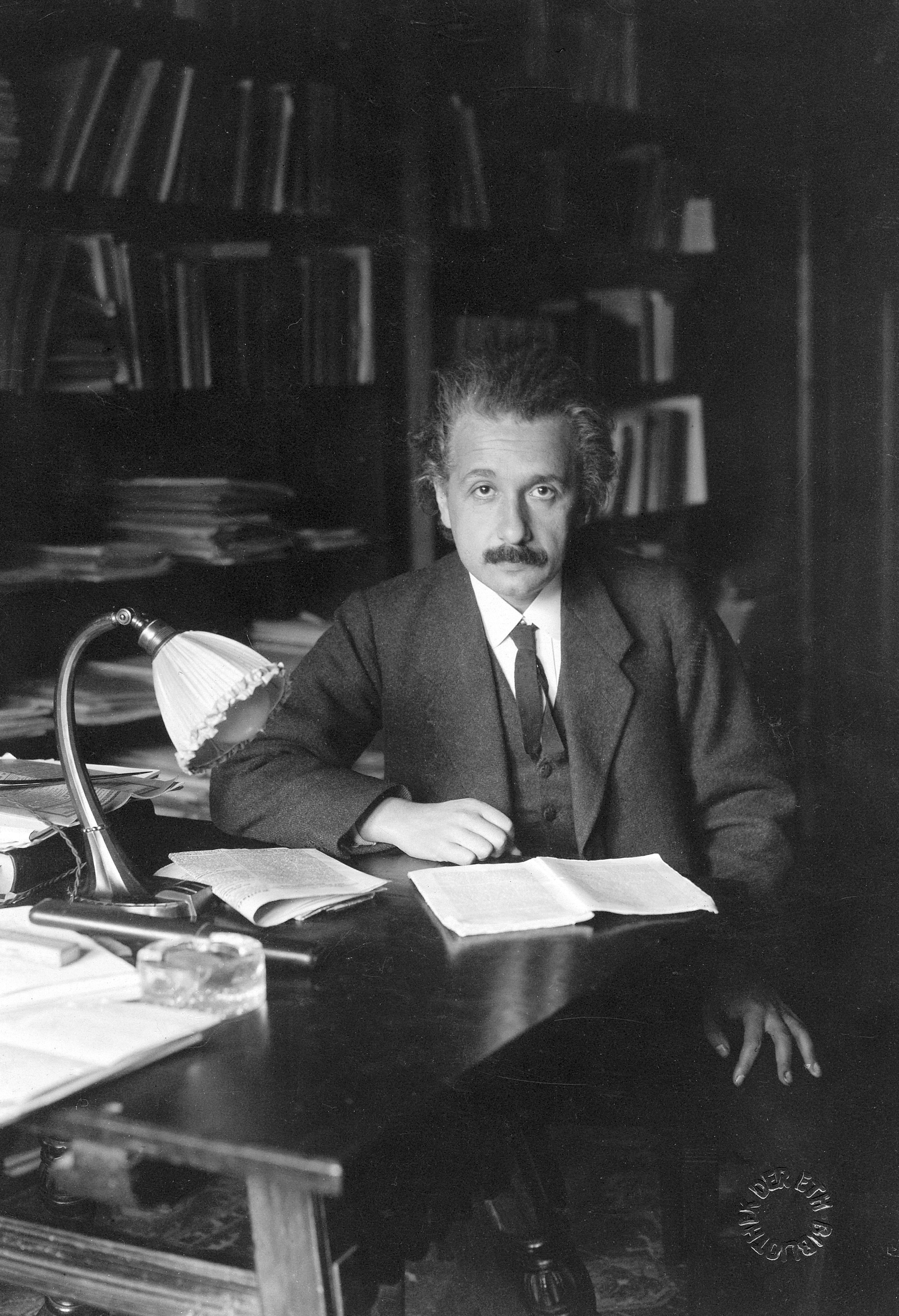
Albert Einstein en 1920.

En 1908, a la edad de veintinueve años, fue contratado en la Universidad de Berna, Suiza, como profesor y conferenciante (privatdozent). Einstein y Mileva tuvieron un nuevo hijo, Eduard, nacido el 28 de julio de 1910. Poco después la familia se mudó a Praga, donde Einstein obtuvo la plaza de professor de física teórica, el equivalente a catedrático, en la Universidad Alemana de Praga, debiendo adoptar la nacionalidad austríaca para poder acceder al cargo. En esta época trabajó estrechamente con Marcel Grossmann y Otto Stern. También comenzó a llamar al tiempo matemático «cuarta dimensión».
En 1913, justo antes de la Primera Guerra Mundial, fue elegido miembro de la Academia Prusiana de Ciencias. Estableció su residencia en Berlín, donde permaneció durante diecisiete años. El emperador Guillermo le invitó a dirigir la sección de Física del Instituto Kaiser Wilhelm de Física.
El 14 de febrero de 1919, a la edad de treinta y nueve años, se divorció de Mileva, después de un matrimonio de dieciséis años, y algunos meses después, el 2 de junio de 1919, se casó con una prima suya, Elsa Loewenthal, cuyo apellido de soltera era Einstein; Loewenthal era el apellido de su primer marido, Max Loewenthal. Elsa era tres años mayor que él y le había estado cuidando tras sufrir un fuerte estado de agotamiento. Einstein y Elsa no tuvieron hijos.
El destino de la hija de Albert y Mileva, Lieserl, nacida antes de que sus padres se casaran o encontraran trabajo, es desconocido. De sus dos hijos, el primero, Hans Albert, se mudó a California, donde llegó a ser profesor universitario, aunque con poca interacción con su padre; el segundo, Eduard, sufría esquizofrenia y fue internado en 1932 en una institución para tratamiento de enfermedades mentales en Zúrich. Fue el primero de muchos ingresos. Einstein quería llevar a su hijo enfermo a Princeton, pero la embajada de Estados Unidos no lo admitió por sus malos antecedentes. Eduard falleció en el centro psiquiátrico en 1965.
En Berlín en los años 1920, la fama de Einstein despertaba acaloradas discusiones. En los diarios conservadores se podían leer editoriales que atacaban su teoría. Se convocaban conferencias-espectáculo tratando de argumentar lo disparatada que resultaba la teoría especial de la relatividad. Incluso se le atacaba, en forma velada, no abiertamente, por su condición de judío. Su nombre figuraba, junto al de otros intelectuales alemanes, en las listas de personas consideradas «un peligro para el país» por el partido nazi. En el resto del mundo, la teoría de la relatividad era apasionadamente debatida en conferencias populares y textos.
En Alemania, las expresiones de odio a los judíos alcanzaron niveles muy elevados. Varios físicos de ideología nazi, algunos tan notables como los premios Nobel de Física Johannes Stark y Philipp Lenard, intentaron desacreditar sus teorías. Otros físicos que enseñaban la teoría de la relatividad, como Werner Heisenberg, fueron vetados en sus intentos de acceder a puestos docentes.
En 1923 visitó España, entablando relación con José Ortega y Gasset. Al desembarcar en Barcelona, y dadas las ideas socialistas que profesaba, aceptó una invitación para dar una conferencia en la sede de la CNT, donde entabló amistad con Ángel Pestaña. Preguntó qué significaban las siglas CNT (Confederación Nacional del Trabajo), y cuando lo comprendió, y dadas las ideas anarquistas del sindicato, propuso eliminar la palabra "Nacional", que en Alemania tenía connotaciones violentas. En su visita también conoció brevemente a Santiago Ramón y Cajal y adicionalmente recibió un homenaje del rey Alfonso XIII de España, quien lo nombra miembro de la Real Academia de Ciencias.
Antes del ascenso del nazismo —Adolf Hitler llegó al poder como canciller el 30 de enero de 1933—, había dejado Alemania en diciembre de 1932 para zarpar inciertamente hacia Estados Unidos, país donde enseñó en el Institute for Advanced Study, agregando a su nacionalidad suiza la estadounidense en 1940, a la edad de sesenta y un años.

Para la camarilla nazi los judíos no son solo un medio que desvía el resentimiento que el pueblo experimenta contra sus opresores; ven también en los judíos un elemento inadaptable que no puede ser llevado a aceptar un dogma sin crítica, y que en consecuencia amenaza su autoridad —por el tiempo que tal dogma exista— con motivo de su empeño en esclarecer a las masas.
La prueba de que este problema toca el fondo de la cuestión la proporciona la solemne ceremonia de la quema de libros, ofrecida como espectáculo por el régimen nazi poco tiempo después de adueñarse del poder.
Einstein. Nueva York. 1938.

Antes de decidirse por el exilio estadounidense, en 1933 el gobierno de la Segunda República española ofreció a Einstein incorporarse como investigador a la Universidad Central de Madrid. Medió en estas gestiones el entonces embajador en el Reino Unido, Ramón Pérez de Ayala, a iniciativa del ministro Fernando de los Ríos. Finalmente, dada la situación de inestabilidad política en Europa y el ascenso al poder de la CEDA en España, Einstein declinó la oferta. Ante la posibilidad de que el científico alemán aceptara el puesto, sectores de la derecha española mostraron su malestar y hubo algunas reacciones antisemitas. El diario católico El Debate (vinculado a la CEDA) publicó un editorial el 12 de abril (titulado Todo es relativo) donde se refería a Einstein como "el judío"; en otro artículo del mismo periódico se negaba que fuese una víctima de la persecución hitleriana y que su destierro fuera forzado: «El ministro socialista se ha apresurado a ofrecerle protección. Judaísmo y marxismo se identifican y confunden», se añadía.
Einstein, en 1939 decide ejercer su influencia participando en cuestiones políticas que afectan al mundo. Redacta una célebre carta a Roosevelt, para promover el proyecto atómico e impedir que los «enemigos de la humanidad» lo hicieran antes:

…puesto que dada la mentalidad de los nazis, habrían consumado la destrucción y la esclavitud del resto del mundo.

Durante sus últimos años, Einstein trabajó por integrar en una misma teoría las cuatro interacciones fundamentales, tarea aún inconclusa.

### Muerte
El 16 de abril de 1955, Albert Einstein experimentó una hemorragia interna causada por la ruptura de un aneurisma de la aorta abdominal, que anteriormente había sido reforzada quirúrgicamente por el doctor Rudolph Nissen en 1948. Einstein rechazó la cirugía, diciendo: «Quiero irme cuando quiero. Es de mal gusto prolongar artificialmente la vida. He hecho mi parte, es hora de irse. Yo lo haré con elegancia». Murió en el Hospital de Princeton a primera hora del 18 de abril de 1955 a la edad de setenta y seis años. En la mesilla quedaba el borrador del discurso por el séptimo aniversario de la independencia de Israel, que jamás llegaría a pronunciar, y que empezaba así: «Hoy les hablo no como ciudadano estadounidense, ni tampoco como judío, sino como ser humano».
Einstein no quiso tener un funeral rutilante, con la asistencia de dignatarios de todo el mundo. De acuerdo con su deseo, su cuerpo fue incinerado en la misma tarde, antes de que la mayor parte del mundo se enterara de la noticia. En el crematorio solo hubo doce personas, entre las cuales estuvo su hijo mayor. Sus cenizas fueron esparcidas en el río Delaware a fin de que el lugar de sus restos no se convirtiera en objeto de mórbida veneración. Pero hubo una parte de su cuerpo que no se quemó.
Durante la autopsia, el patólogo del hospital Thomas Stoltz Harvey extrajo el cerebro de Einstein para conservarlo, sin el permiso de su familia, con la esperanza de que la neurociencia del futuro fuera capaz de descubrir lo que hizo a Einstein ser tan inteligente. Lo conservó durante varias décadas, hasta que finalmente lo devolvió a los laboratorios de Princeton cuando tenía más de ochenta años. Pensaba que el cerebro de Einstein «le revelaría los secretos de su genialidad y que así se haría famoso». Hasta ahora, el único dato científico medianamente interesante obtenido del estudio del cerebro es que una parte de él —la parte que, entre otras cosas, está relacionada con la capacidad matemática— es más grande que en otros cerebros.
Son recientes y escasos los estudios detallados del cerebro de Einstein. En 1985, por ejemplo, la profesora Marian Diamond, de la Universidad de California en Berkeley, informó de un número de células gliales (que nutren a las neuronas) de superior calidad en áreas del hemisferio izquierdo, encargado del control de las habilidades matemáticas. En 1999, la neurocientífica Sandra Witelson informaba que el lóbulo parietal inferior de Einstein, un área relacionada con el razonamiento matemático, era un 15 % más ancho de lo normal. Además, halló que su cisura de Silvio, un surco que normalmente se extiende desde la parte delantera del cerebro hasta la parte posterior, no recorría todo el camino.

## Trayectoria científica
En 1901 apareció el primer trabajo científico de Einstein: trataba de la atracción capilar. Publicó dos trabajos en 1902 y 1903, sobre los fundamentos estadísticos de la termodinámica, corroborando experimentalmente que la temperatura de un cuerpo se debe a la agitación de sus moléculas, una teoría aún discutida en esa época.

### Los artículos de 1905
En 1905 finalizó su doctorado presentando una tesis titulada Una nueva determinación de las dimensiones moleculares. Ese mismo año escribió cuatro artículos fundamentales sobre la física de pequeña y gran escala. En ellos explicaba el movimiento browniano, el efecto fotoeléctrico y desarrollaba la relatividad especial y la equivalencia masa-energía. El trabajo de Einstein sobre el efecto fotoeléctrico le proporcionaría el Premio Nobel de física en 1921. Estos artículos fueron enviados a la revista Annalen der Physik y son conocidos generalmente como los artículos del annus mirabilis (del latín: «año milagroso»). La Unión Internacional de Física Pura y Aplicada, junto con la Unesco, conmemoraron 2005 como el Año Mundial de la Física celebrando el centenario de publicación de estos trabajos.

#### Efecto fotoeléctrico

Un diagrama ilustrando la emisión de los electrones de una placa metálica, requiriendo de la energía que es absorbida de un fotón.

El primero de sus artículos de 1905 se titulaba Un punto de vista heurístico sobre la producción y transformación de luz. En él, Einstein proponía la idea de «quanto» de luz (ahora llamados fotones) y mostraba cómo se podía utilizar este concepto para explicar el efecto fotoeléctrico.
La teoría de los cuantos de luz fue un fuerte indicio de la dualidad onda-corpúsculo y de que los sistemas físicos pueden mostrar tanto propiedades ondulatorias como corpusculares. Este artículo constituyó uno de los pilares básicos de la mecánica cuántica. Una explicación completa del efecto fotoeléctrico solamente pudo ser elaborada cuando la teoría cuántica estuvo más avanzada. Por este trabajo, y por sus contribuciones a la física teórica, Einstein recibió el Premio Nobel de Física de 1921.

#### Movimiento browniano
Su segundo artículo, titulado Sobre el movimiento requerido por la teoría cinética molecular del calor de pequeñas partículas suspendidas en un líquido estacionario, cubría sus estudios sobre el movimiento browniano.
El artículo sobre el movimiento browniano, el cuarto en grado de importancia, está estrechamente relacionado, con el artículo sobre teoría molecular. Se trata de una pieza de mecánica estadística muy elaborada, destacable por el hecho que Einstein no había oído hablar de las mediciones de Robert Brown de la década de 1820 hasta finales de ese mismo año (1905); así pues, escribió este artículo, titulándolo Sobre la teoría del movimiento browniano.
El artículo explicaba el fenómeno haciendo uso de las estadísticas del movimiento térmico de los átomos individuales que forman un fluido. El movimiento browniano había desconcertado a la comunidad científica desde su descubrimiento unas décadas atrás. La explicación de Einstein proporcionaba una evidencia experimental incontestable sobre la existencia real de los átomos. El artículo también aportaba un fuerte impulso a la mecánica estadística y a la teoría cinética de los fluidos, dos campos que en aquella época permanecían controvertidos.
Antes de este trabajo los átomos se consideraban un concepto útil en física y química, pero al contrario de lo que cuenta la leyenda, la mayoría de los físicos contemporáneos ya creían en la teoría atómica y en la mecánica estadística desarrollada por Boltzmann, Maxwell y Gibbs; además ya se habían hecho estimaciones bastante buenas de los radios del núcleo y del número de Avogadro. El artículo de Einstein sobre el movimiento atómico entregaba a los experimentalistas un método sencillo para contar átomos mirando a través de un microscopio ordinario.
Wilhelm Ostwald, uno de los líderes de la escuela antiatómica, comunicó a Arnold Sommerfeld que había sido transformado en un creyente en los átomos por la explicación de Einstein del movimiento browniano.

#### Relatividad especial

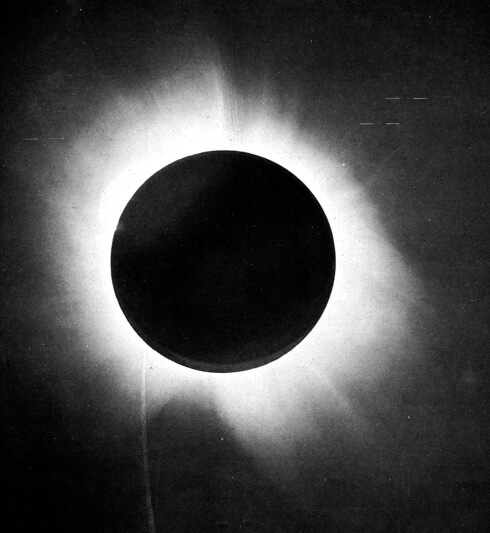
Una de las fotografías tomadas del eclipse de 1919 durante la expedición de Arthur Eddington, en el que se pudieron confirmar las predicciones de Einstein acerca de la curvatura de la luz en presencia de un campo gravitatorio

El tercer artículo de Einstein de ese año se titulaba Zur Elektrodynamik bewegter Körper («Sobre la electrodinámica de cuerpos en movimiento»). En este artículo Einstein introducía la teoría de la relatividad especial estudiando el movimiento de los cuerpos y el electromagnetismo en ausencia de la fuerza de interacción gravitatoria.
La relatividad especial resolvía los problemas abiertos por el experimento de Michelson y Morley en el que se había demostrado que las ondas electromagnéticas que forman la luz se movían en ausencia de un medio. La velocidad de la luz es, por lo tanto, constante y no relativa al movimiento. Ya en 1894, George Fitzgerald había estudiado esta cuestión demostrando que el experimento de Michelson y Morley podía ser explicado si los cuerpos se contraen en la dirección de su movimiento. De hecho, algunas de las ecuaciones fundamentales del artículo de Einstein habían sido introducidas anteriormente (1903) por Hendrik Lorentz, físico neerlandés, dando forma matemática a la conjetura de Fitzgerald.
Esta famosa publicación está cuestionada como trabajo original de Einstein, debido a que en ella omitió citar toda referencia a las ideas o conceptos desarrollados por estos autores así como los trabajos de Poincaré. En realidad Einstein desarrollaba su teoría de una manera totalmente diferente a estos autores deduciendo hechos experimentales a partir de principios fundamentales y no dando una explicación fenomenológica a observaciones desconcertantes. El mérito de Einstein estaba por lo tanto en explicar lo sucedido en el experimento de Michelson y Morley como consecuencia final de una teoría completa y elegante basada en principios fundamentales y no como una explicación ad-hoc o fenomenológica de un fenómeno observado.
Su razonamiento se basó en dos axiomas simples: En el primero reformuló el principio de simultaneidad, introducido por Galileo Galilei siglos antes, por el que las leyes de la física deben ser invariantes para todos los observadores que se mueven a velocidades constantes entre ellos, y el segundo, que la velocidad de la luz es constante para cualquier observador. Este segundo axioma, revolucionario, va más allá de las consecuencias previstas por Lorentz o Poincaré que simplemente relataban un mecanismo para explicar el acortamiento de uno de los brazos del experimento de Michelson y Morley. Este postulado implica que si un destello de luz se lanza al cruzarse dos observadores en movimiento relativo, ambos verán alejarse la luz produciendo un círculo perfecto con cada uno de ellos en el centro. Si a ambos lados de los observadores se pusiera un detector, ninguno de los observadores se pondría de acuerdo en qué detector se activó primero (se pierden los conceptos de tiempo absoluto y simultaneidad). La teoría recibió el nombre de «teoría especial de la relatividad» o «teoría restringida de la relatividad» para distinguirla de la teoría de la relatividad general, que fue introducida por Einstein en 1915 y en la que se consideran los efectos de la gravedad y la aceleración.

#### Equivalencia masa-energía

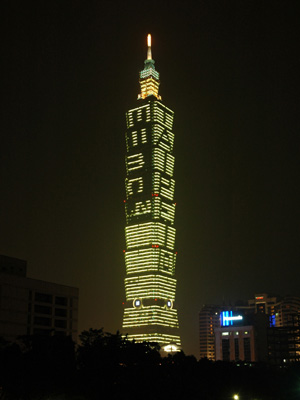
La famosa fórmula E=mc² es mostrada usando la iluminación en el rascacielos Taipei 101 durante el evento del Año Mundial de la Física en 2005.

El cuarto artículo de aquel año se titulaba Ist die Trägheit eines Körpers von seinem Energieinhalt abhängig y mostraba una deducción de la fórmula de la relatividad que relaciona masa y energía. En este artículo se exponía que la variación de masa de un objeto que emite una energía L, es:
{\displaystyle {\frac {L}{V^{2}}}}
donde V era la notación de la velocidad de la luz usada por Einstein en 1905.
Esta fórmula implica que la energía E de un cuerpo en reposo es igual a su masa m multiplicada por la velocidad de la luz al cuadrado:
{\displaystyle E=mc^{2}\,}
Muestra cómo una partícula con masa posee un tipo de energía, «energía en reposo», distinta de las clásicas energía cinética y energía potencial. La relación masa-energía se utiliza comúnmente para explicar cómo se produce la energía nuclear; midiendo la masa de núcleos atómicos y dividiendo por el número atómico se puede calcular la energía de enlace atrapada en los núcleos atómicos. Paralelamente, la cantidad de energía producida en la fisión de un núcleo atómico se calcula como la diferencia de masa entre el núcleo inicial y los productos de su desintegración, multiplicada por la velocidad de la luz al cuadrado.

### Relatividad general
En noviembre de 1915, Einstein presentó una serie de conferencias en la Academia Prusiana de las Ciencias en las que describió la teoría de la relatividad general. La última de estas charlas concluyó con la presentación de la ecuación que reemplaza a la ley de gravedad de Isaac Newton. En esta teoría todos los observadores son considerados equivalentes y no únicamente aquellos que se mueven con una velocidad uniforme. La gravedad no es ya una fuerza o acción a distancia, como era en la gravedad newtoniana, sino una consecuencia de la curvatura del espacio-tiempo. La teoría proporcionaba las bases para el estudio de la cosmología y permitía comprender las características esenciales del Universo, muchas de las cuales no serían descubiertas sino con posterioridad a la muerte de Einstein.
La relatividad general fue obtenida por Einstein a partir de razonamientos matemáticos, experimentos hipotéticos (gedanken experiment) y rigurosa deducción matemática sin contar realmente con una base experimental. El principio fundamental de la teoría era el denominado principio de equivalencia. A pesar de la abstracción matemática de la teoría, las ecuaciones permitían deducir fenómenos comprobables. El 29 de mayo de 1919, Arthur Eddington fue capaz de medir, durante un eclipse solar, la desviación de la luz de una estrella al pasar cerca del Sol, una de las predicciones de la relatividad general. Cuando se hizo pública esta confirmación la fama de Einstein se incrementó enormemente y se consideró un paso revolucionario en la física. Desde entonces la teoría se ha verificado en todos y cada uno de los experimentos y verificaciones realizados hasta el momento.
A pesar de su popularidad, o quizás precisamente por ella, la teoría contó con importantes detractores entre la comunidad científica que no podían aceptar una física sin un sistema de referencia absoluto.

### Estadísticas de Bose-Einstein
En 1924 Einstein recibió un artículo de un joven físico indio, Satyendranath Bose, denominado La ley de Plank y la hipótesis del cuanto de luz, describiendo a la luz como un gas de fotones y pidiendo la ayuda de Einstein para su publicación. Einstein se dio cuenta de que el mismo tipo de estadísticas podían aplicarse a grupos de átomos y publicó el artículo, conjuntamente con Bose, en alemán, la lengua más importante en física en la época. Las estadísticas de Bose-Einstein explican el comportamiento de los tipos básicos de partículas elementales denominadas bosones.

### La teoría de campo unificada
Einstein dedicó sus últimos años a la búsqueda de una de las más importantes teorías de la física, la llamada teoría de campo unificada. Dicha búsqueda, después de su teoría general de la relatividad, consistió en una serie de intentos tendentes a generalizar su teoría de la gravitación para lograr unificar y resumir las leyes fundamentales de la física, específicamente la gravitación y el electromagnetismo. En el año 1950, expuso su teoría de campo unificada en un artículo titulado «Sobre la teoría generalizada de la gravitación» (On the Generalized Theory of Gravitation) en la revista Scientific American.
Aunque Albert Einstein fue mundialmente célebre por sus trabajos en física teórica, paulatinamente fue aislándose en su investigación, y sus intentos no tuvieron éxito. Persiguiendo la unificación de las fuerzas fundamentales, Albert ignoró algunos importantes desarrollos en la física, siendo notablemente visible en el tema de las fuerzas nuclear fuerte y nuclear débil, que no se entendieron bien sino después de quince años tras la muerte de Einstein (cerca del año 1970), mediante numerosos experimentos en física de altas energías. Los intentos propuestos por la teoría de cuerdas o la teoría M, evidencian que aún perdura su ímpetu para conseguir demostrar la gran teoría de la unificación de las leyes de la física.

## Actividad política

### La causa sionista

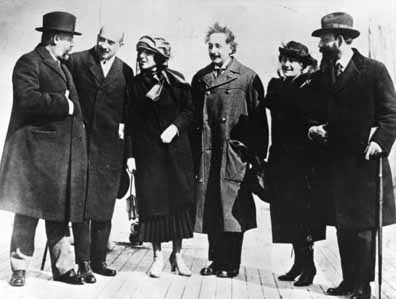
Einstein y Elsa arribando a Nueva York junto con los líderes sionistas de la World Zionist Organization en 1921

Los acontecimientos de la Primera Guerra Mundial empujaron a Einstein a comprometerse políticamente, tomando partido. Sentía desprecio por la violencia, la bravuconería, la agresión y la injusticia.
Originario de una familia judía asimilada, Einstein advirtió la crecida del antisemitismo durante la Primera Guerra Mundial y abogó parcialmente por la causa sionista. Einstein fue uno de los miembros más conocidos del Partido Democrático Alemán (DDP). Entre 1921 y 1932 pronunció diversos discursos, con el propósito de ayudar a recoger fondos para la colectividad judía y sostener la Universidad Hebrea de Jerusalén, fundada en 1918, y como prueba de su creciente adhesión a la causa sionista. Sin embargo, aunque estaba a favor de que Palestina fuese un "hogar" para los judíos, tal y como afirmaba la Declaración Balfour, estaba en contra de la creación de un Estado judío. Así, en enero de 1946, en una declaración ante el Comité Angloamericano de Investigación que interrogó a varias personalidades sobre la creación de un Estado judío, Einstein dijo:

La idea de un Estado (judío) no coincide con lo que siento, no puedo entender para qué es necesario. Está vinculada a un montón de dificultades y es propia de mentes cerradas. Creo que es mala.

Einstein abogó por un Estado binacional donde judíos y palestinos tuvieran los mismos derechos: «Nosotros, esto es, judíos y árabes, debemos unirnos y llegar a una comprensión recíproca en cuanto a las necesidades de los dos pueblos, en lo que atañe a las directivas satisfactorias para una convivencia provechosa».
Con el auge del nazismo en Alemania, Einstein dejó su país y decidó residir en Estados Unidos. Un grupo de enemigos de sus teorías en la Alemania nazi creó una asociación en su contra, e incluso un hombre fue acusado de promover su asesinato. Además, se publicó un libro titulado Cien autores en contra de Einstein, ante el cual Einstein se limitó a decir: «¿Por qué cien? Si estuviera equivocado, bastaría con uno solo».
El Estado de Israel se creó en 1948. Cuando Jaim Weizmann, el primer presidente de Israel y viejo amigo de Einstein, murió en 1952, Abba Eban, embajador israelí en Estados Unidos, le ofreció la presidencia. Einstein rechazó el ofrecimiento diciendo: «Estoy profundamente conmovido por el ofrecimiento del Estado de Israel y a la vez apenado y avergonzado por no poder aceptarlo. Durante toda mi vida he tratado con cuestiones objetivas, por lo que carezco de la aptitud natural y de la experiencia para tratar como es debido con la gente y para desempeñar funciones oficiales. Soy el más afligido por estas circunstancias, porque mi relación con el pueblo judío se ha convertido en mi vínculo humano más fuerte, desde que tomé plena conciencia de nuestra precaria situación entre las naciones del mundo».

### La causa socialista
En mayo de 1949, Monthly Review publicó (en Nueva York) un artículo suyo titulado «¿Por qué el socialismo?» en el que reflexiona sobre la historia, las conquistas y las consecuencias de la «anarquía económica de la sociedad capitalista», artículo que hoy sigue teniendo vigencia. Una parte muy citada del mismo habla del papel de los medios privados en relación con las posibilidades democráticas de los países:

La anarquía económica de la sociedad capitalista tal como existe hoy es, en mi opinión, la verdadera fuente del mal. […]
El capital privado tiende a concentrarse en pocas manos, en parte debido a la competencia entre los capitalistas, y en parte porque el desarrollo tecnológico y el aumento de la división del trabajo animan la formación de unidades de producción más grandes a expensas de las más pequeñas. El resultado de este proceso es una oligarquía del capital privado cuyo enorme poder no se puede controlar con eficacia incluso en una sociedad organizada políticamente de forma democrática. Esto es así porque los miembros de los cuerpos legislativos son seleccionados por los partidos políticos, financiados en gran parte o influidos de otra manera por los capitalistas privados quienes, para todos los propósitos prácticos, separan al electorado de la legislatura. La consecuencia es que los representantes del pueblo de hecho no protegen suficientemente los intereses de los grupos no privilegiados de la población. […]
Estoy convencido de que hay solamente un camino para eliminar estos graves males, el establecimiento de una economía socialista, acompañado por un sistema educativo orientado hacia metas sociales.
Albert Einstein, Why Socialism?

### La causa pacifista

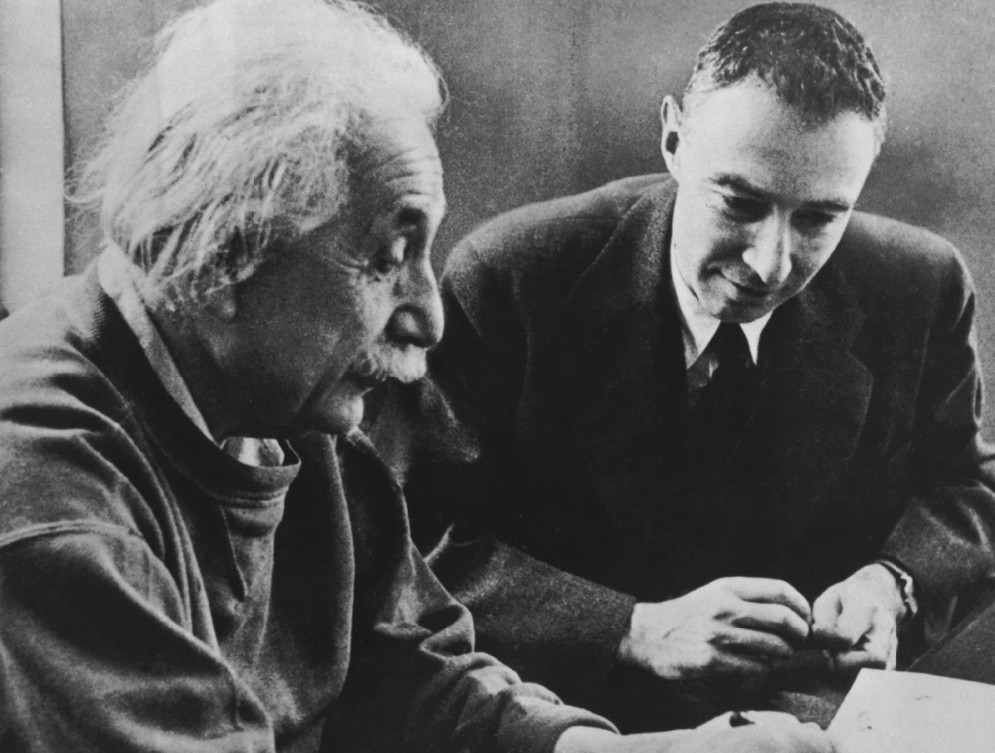
Albert Einstein con Robert Oppenheimer en 1947.

Albert Einstein fue un pacifista convencido. En 1914, 93 prominentes intelectuales alemanes firmaron el Manifiesto para el mundo civilizado para apoyar al káiser y desafiar a las «hordas de rusos aliados con mongoles y negros que pretenden atacar a la raza blanca», justificando la invasión alemana de Bélgica; pero Einstein se negó a firmarlo junto con otros tres intelectuales, que pretendían impulsar un contramanifiesto, exclamando posteriormente:

Es increíble lo que Europa ha desatado con esta locura. […]
En estos momentos uno se da cuenta de lo absurda que es la especie animal a la que pertenece.
Albert Einstein.

Durante la Segunda Guerra Mundial, Einstein renunció parcialmente al pacifismo proponiendo a los Estados Unidos que fabricasen una bomba nuclear antes que la Alemania nazi, pero advirtió públicamente sobre los peligros de una guerra nuclear y proponía el control internacional de dichas armas.
En 1939 se produce su más importante participación en cuestiones mundiales. El Informe Smyth, aunque con sutiles recortes y omisiones, narra la historia de cómo los físicos trataron, sin éxito, de interesar a la Marina y al Ejército en el proyecto atómico. Pero la célebre carta de Einstein a Roosevelt escrita el 2 de agosto fue la que consiguió romper la rigidez de la mentalidad militar. Sin embargo, Einstein, que siente desprecio por la violencia y las guerras, es considerado el «padre de la bomba atómica». En plena Segunda Guerra Mundial apoyó una iniciativa de Robert Oppenheimer para comenzar el programa de desarrollo de armas nucleares conocido como Proyecto Manhattan. En su discurso pronunciado en Nueva York, en diciembre de 1945, expuso:

En la actualidad, los físicos que participaron en la construcción del arma más tremenda y peligrosa de todos los tiempos, se ven abrumados por un similar sentimiento de responsabilidad, por no hablar de culpa. (…)
Nosotros ayudamos a construir la nueva arma para impedir que los enemigos de la humanidad lo hicieran antes, puesto que dada la mentalidad de los nazis habrían consumado la destrucción y la esclavitud del resto del mundo. (…)
Hay que desear que el espíritu que impulsó a Alfred Nobel cuando creó su gran institución, el espíritu de solidaridad y confianza, de generosidad y fraternidad entre los hombres, prevalezca en la mente de quienes dependen las decisiones que determinarán nuestro destino. De otra manera, la civilización quedaría condenada.
Einstein: Hay que ganar la paz (1945).

Einstein impulsó en 1955 el conocido Manifiesto Russell-Einstein, un llamamiento a los científicos para unirse en favor de la desaparición de las armas nucleares. Este documento sirvió de inspiración para la posterior fundación de las Conferencias Pugwash, que en 1995 se hicieron acreedoras del Premio Nobel de la Paz.

## Ética y religión

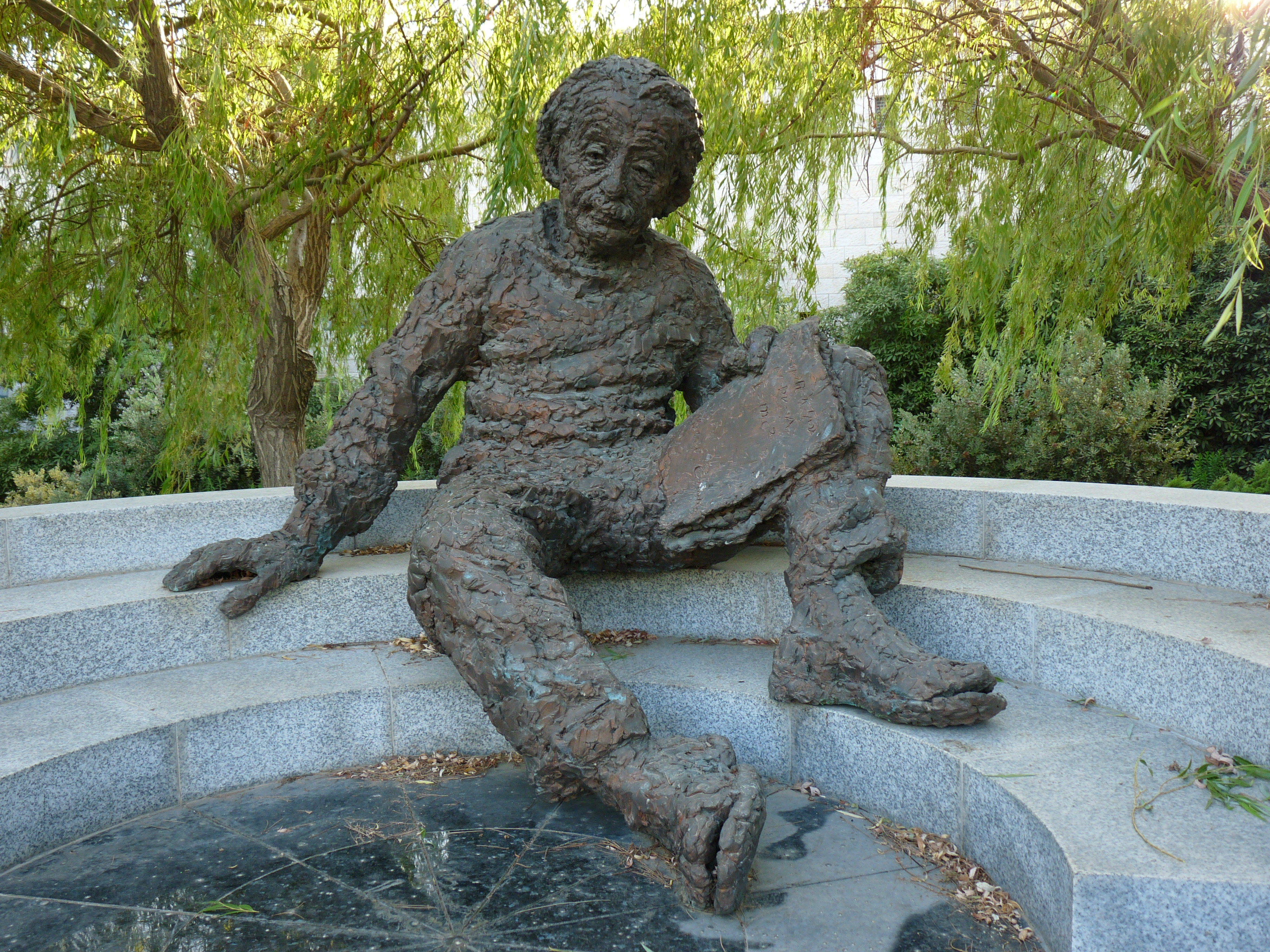
Estatua de Albert Einstein en la Academia Israelí de Ciencias y Humanidades

Einstein se declaró agnóstico, y en ocasiones se declaró también ateo aunque algunos historiadores niegan este extremo. En cierta ocasión, en una reunión, se le preguntó a Einstein si creía o no en un dios a lo que respondió: «Creo en el dios de Spinoza, que es idéntico al orden matemático del Universo». Dijo que creía en el Dios «panteísta» de Baruch Spinoza, pero no en un dios personal, una creencia que criticó. Einstein distingue tres estilos que suelen entremezclarse en la práctica de la religión. El primero está motivado por el miedo y la mala comprensión de la causalidad, por tanto, tiende a inventar seres sobrenaturales. El segundo es social y moral, motivado por el deseo de apoyo y amor. Ambos tienen un concepto antropomórfico de Dios. El tercero —que Einstein considera el más maduro—, está motivado por un sentido de asombro ante la Naturaleza.
En una carta a la Asociación Central de Ciudadanos Alemanes de la Fe Judía, en 1920, les escribe:

Ni soy ciudadano alemán, ni hay nada en mí que pueda definirse como «fe judía». Pero soy judío y estoy orgulloso de pertenecer a la comunidad judía, aunque no los considero en absoluto los elegidos de Dios.

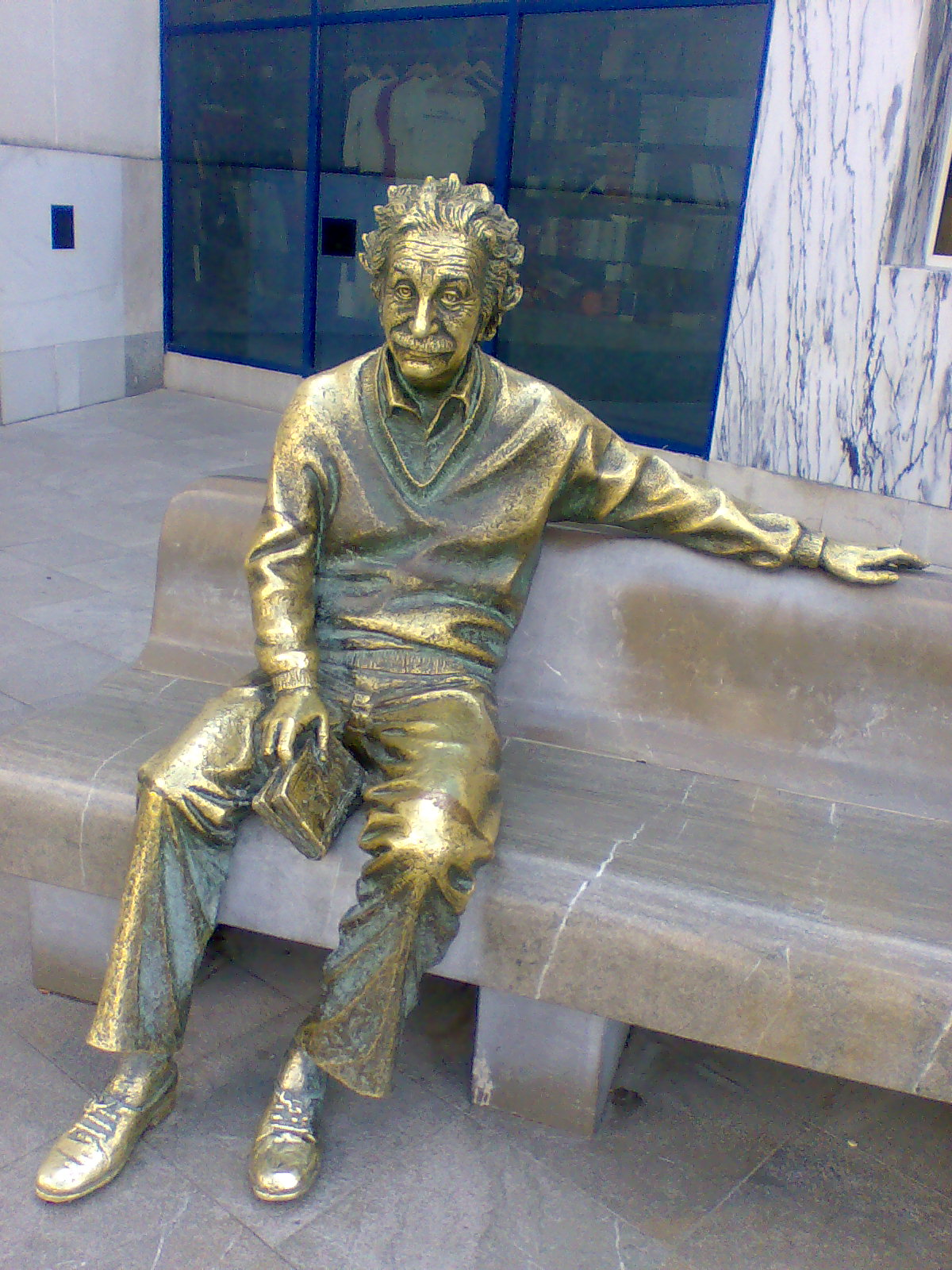
Estatua de Einstein en el Parque de las Ciencias de Granada, obra de Miguel Barranco

Una cita más larga de Einstein aparece en Science, Philosophy, and Religion, A Symposium (Simposio de ciencia, filosofía y religión), publicado por la Conferencia de Ciencia, Filosofía y Religión en su Relación con la Forma de Vida Democrática:

Cuanto más imbuido esté un hombre en la ordenada regularidad de los eventos, más firme será su convicción de que no hay lugar —del lado de esta ordenada regularidad— para una causa de naturaleza distinta. Para ese hombre, ni las reglas humanas ni las «reglas divinas» existirán como causas independientes de los eventos naturales. De seguro, la ciencia nunca podrá refutar la doctrina de un dios que interfiere en eventos naturales, porque esa doctrina puede siempre refugiarse en que el conocimiento científico no puede posar el pie en ese tema. Pero estoy convencido de que tal comportamiento de parte de las personas religiosas no solamente es inadecuado sino también fatal. Una doctrina que se mantiene no en la luz clara sino en la oscuridad, que ya ha causado un daño incalculable al progreso humano, necesariamente perderá su efecto en la humanidad. En su lucha por el bien ético, las personas religiosas deberían renunciar a la doctrina de la existencia de Dios, esto es, renunciar a la fuente del miedo y la esperanza, que en el pasado puso un gran poder en manos de los sacerdotes. En su labor, deben apoyarse en aquellas fuerzas que son capaces de cultivar el bien, la verdad y la belleza en la misma humanidad. Esto es de seguro, una tarea más difícil pero incomparablemente más meritoria y admirable.

En una carta fechada en marzo de 1954, que fue incluida en el libro Albert Einstein: su lado humano (en inglés), editado por su fiel secretaria Helen Dukas y su colaborador Banesh Hoffman y publicada por Princeton University Press, Einstein dice:

Por supuesto era una mentira lo que se ha leído acerca de mis convicciones religiosas; una mentira que es repetida sistemáticamente. No creo en un dios personal y no lo he negado nunca sino que lo he expresado claramente. Si hay algo en mí que pueda ser llamado religioso es la ilimitada admiración por la estructura del mundo, hasta donde nuestra ciencia puede revelarla.

La carta al filósofo Eric Gutkind, del 3 de enero de ese mismo año, subastada en mayo de 2008, deja al parecer las cosas más claras. Dice Einstein:

La palabra dios para mí no es más que la expresión y producto de las debilidades humanas, la Biblia, una colección de honorables pero aún primitivas leyendas que sin embargo son bastante infantiles. Ninguna interpretación, sin importar cuán sutil sea, puede (para mí) cambiar esto…

También hay una carta poco conocida de Einstein, enviada a Guy H. Raner Jr, el 2 de julio de 1945, en respuesta a un rumor de que un sacerdote jesuita lo había convertido al cristianismo, en la cual Einstein se declara directamente ateo (citado por Michael R. Gilmore en Skeptic Magazine, v. 5, No.2)

He recibido su carta del 10 de junio. Nunca he hablado con un sacerdote jesuita en mi vida y estoy asombrado por la audacia de tales mentiras sobre mí. Desde el punto de vista de un sacerdote jesuita, soy, por supuesto, y he sido siempre un ateo.

William Hermanns, veterano superviviente de Verdún, profesor de literatura alemana, entrevistó varias veces a Einstein, la primera en Berlín en 1930. En esa ocasión planteó la idea de una religión cósmica, una idea a la que había hecho referencia en la conversación sobre la realidad que había tenido con Rabindranath Tagore y que después desarrolló y tituló «Religión y Ciencia», publicado en el New York Times en 1930. Einstein siguió desarrollando esta idea y Herrmanns, que la consideraba compatible con las creencias tradicionales se propuso fundar un movimiento que integrara las tradiciones judías, cristiana, vedista, budista e islámica. Estaba dispuesto a obtener declaraciones concisas y precisas sobre Dios. Einstein no pudo serlo más:

Con respecto a Dios, no puedo aceptar ningún concepto basado en la autoridad de la Iglesia. Desde que tengo uso de razón me ha molestado el adoctrinamiento de las masas. No creo en el miedo a la vida, en el miedo a la muerte, en la fe ciega. No puedo demostrar que no haya un dios personal, pero si hablara de él, mentiría. No creo en el dios de la teología, en el dios que premia el bien y castiga el mal. Mi dios creó las leyes que se encargan de eso. Su universo no está gobernado por quimeras, sino por leyes inmutables.

Para Einstein, su religión cósmica y su condición judía no guardaban relación entre sí. Cuando se le preguntó si existía un punto de vista judío replicó:

En el sentido filosófico no hay, en mi opinión, un punto de vista específicamente judío. Para mí, el judaísmo tiene que ver casi exclusivamente con la actitud moral en la vida y hacia la vida […] El judaísmo no es, pues, una religión trascendental; tiene que ver como vivimos la vida y, hasta cierto punto, con cómo la entendemos […], y nada más. Tengo dudas si se le puede llamar religión en el sentido aceptado de la palabra, o bien considerarla no como una "fe", sino como la santificación de la vida en el sentido suprapersonal que se les exige a los judíos.

Einstein decía que la moral no era dictada por Dios, sino por la humanidad:

No creo en la inmoralidad del individuo, y considero la ética una preocupación exclusivamente humana sobre la que no hay ninguna autoridad sobrehumana.

## Algunas publicaciones
- Einstein, Albert (1901) [manuscrito recibido 16 de diciembrw 1900], «Folgerungen aus den Capillaritätserscheinungen» [Conclusions Drawn from the Phenomena of Capillarity] (PDF),  escrito en Zúrich, Suiza, Annalen der Physik (Berlín) (en alemán) (Hoboken, NJ, publicado el 14 de marzo de 2006) 309 (3): 513-523, Bibcode:1901AnP...309..513E, doi:10.1002/andp.19013090306 – vía Wiley Online Library.
- Einstein, Albert (1905a) [manuscrito recibido 18 de marzo 1905], «Über einen die Erzeugung und Verwandlung des Lichtes betreffenden heuristischen Gesichtspunkt» [On a Heuristic Viewpoint Concerning the Production and Transformation of Light] (PDF),  escrito en Berna, Suiza, Annalen der Physik (Berlín) (en alemán) (Hoboken, NJ, publicado el 10 de marzo de 2006) 322 (6): 132-148, Bibcode:1905AnP...322..132E, doi:10.1002/andp.19053220607 – vía Wiley Online Library.
- Einstein, Albert (1905b) [manuscrito completado 30 abril y recibido 20 de julio 1905]. «Eine neue Bestimmung der Moleküldimensionen» [A new determination of molecular dimensions] (PDF).  Escrito en Berne, Switzerland, published by Wyss Buchdruckerei. Dissertationen Universität Zürich (PhD Thesis) (en alemán) (Zurich, Switzerland: ETH Zúrich, publicado el 2008). doi:10.3929/ethz-a-000565688 – vía ETH Bibliothek.
- Einstein, Albert (1905c) [manuscrito recibido 11 de mayo 1905], «Über die von der molekularkinetischen Theorie der Wärme geforderte Bewegung von in ruhenden Flüssigkeiten suspendierten Teilchen» [On the Motion – Required by the Molecular Kinetic Theory of Heat – of Small Particles Suspended in a Stationary Liquid] (PDF),  escrito en Berna, Suiza, Annalen der Physik (Berlín) (en alemán) (Hoboken, NJ, publicado el 10 de marzo de 2006) 322 (8): 549-560, Bibcode:1905AnP...322..549E, doi:10.1002/andp.19053220806 – vía Wiley Online Library.
- Einstein, Albert (1905d) [manuscrito recibido 30 de junio 1905], «Zur Elektrodynamik bewegter Körper» [On the Electrodynamics of Moving Bodies] (PDF),  escrito en Berna, Suiza, Annalen der Physik (Berlín) (en alemán) (Hoboken, NJ, publicado el 10 de marzo de 2006) 322 (10): 891-921, Bibcode:1905AnP...322..891E, doi:10.1002/andp.19053221004 – vía Wiley Online Library.
- Einstein, Albert (1905e) [manuscrito recibido 27 de septiembre 1905], «Ist die Trägheit eines Körpers von seinem Energieinhalt abhängig?» [Does the Inertia of a Body Depend Upon Its Energy Content?] (PDF),  escrito en Berna, Suiza, Annalen der Physik (Berlín) (en alemán) (Hoboken, NJ, publicado el 10 de marzo de 2006) 323 (13): 639-641, Bibcode:1905AnP...323..639E, doi:10.1002/andp.19053231314 – vía Wiley Online Library.
- Einstein, Albert (1915) [manuscrito publicado 25 de noviembre 1915], «Die Feldgleichungen der Gravitation» [The Field Equations of Gravitation] (Online page images), Königlich Preussische Akademie der Wissenschaften (en alemán) (Berlín): 844-847  – vía ECHO, Cultural Heritage Online, Max Planck Institute for the History of Science.
- Einstein, Albert (1917a), «Kosmologische Betrachtungen zur allgemeinen Relativitätstheorie» [Cosmological Considerations in the General Theory of Relativity], Königlich Preussische Akademie der Wissenschaften, Berlín (en alemán).
- Einstein, Albert (1917b), «Zur Quantentheorie der Strahlung» [On the Quantum Mechanics of Radiation], Physikalische Zeitschrift (en alemán) 18: 121-128, Bibcode:1917PhyZ...18..121E.
- Einstein, Albert (1923) [manuscrito publicado 1923, en inglés 1967]. Grundgedanken und Probleme der Relativitätstheorie [Fundamental Ideas and Problems of the Theory of Relativity] (PDF) (en alemán (1923) inglés (1967)). Nobel Lectures, Physics 1901-1921. Estocolmo: Nobelprice.org (publicado el 3 de febrero de 2015)  – vía Nobel Media AB 2014.
- Einstein, Albert (1924) [manuscrito publicado 10 de julio 1924], «Quantentheorie des einatomigen idealen Gases» [Quantum theory of monatomic ideal gases] (Online page images), Sitzungsberichte der Preussischen Akademie der Wissenschaften, Physikalisch-Mathematische Klasse (en alemán) (Múnic: Königlich Preussische Akademie der Wissenschaften, Berlín): 261-267  – vía ECHO, Cultural Heritage Online, Max Planck Institute for the History of Science.. First of a series of papers on this topic.
- Einstein, Albert (12 de marzo de 1926) [manuscrito publicado 1 de marzo 1926], «Die Ursache der Mäanderbildung der Flußläufe und des sogenannten Baerschen Gesetzes» [On Baer's law and meanders in the courses of rivers],  escrito en Berlín, Die Naturwissenschaften (en alemán) (Heidelberg, Germany: Springer-Verlag) 14 (11): 223-224, Bibcode:1926NW.....14..223E, ISSN 1432-1904, doi:10.1007/BF01510300 – vía SpringerLink.
- Einstein, Albert (1926b),  escrito en Berne, Switzerland,  R. Fürth, ed., Investigations on the Theory of the Brownian Movement (PDF), Translated by A. D. Cowper, USA: Dover Publications (publicado el 1956), ISBN 978-1-60796-285-4, consultado el 4 de enero de 2015.
- Einstein, Albert; Podolsky, Boris; Rosen, Nathan (15 de mayo de 1935) [manuscrito recibido 25 de marzo 1935], «Can Quantum-Mechanical Description of Physical Reality Be Considered Complete?» (PDF), Physical Review (American Physical Society) 47 (10): 777-780, Bibcode:1935PhRv...47..777E, doi:10.1103/PhysRev.47.777 – vía APS Journals.
- Einstein, Albert (9 de noviembre de 1940), «On Science and Religion», Nature (Edimburgo: Macmillan Publishers Group) 146 (3706): 605-607, Bibcode:1940Natur.146..605E, ISBN 0-7073-0453-9, doi:10.1038/146605a0.
- Einstein, Albert (4 de diciembre de 1948), «To the editors of the New York Times», New York Times (Melville, New York: AIP, American Inst. of Physics), ISBN 0-7354-0359-7, archivado desde el original el 17 de diciembre de 2007, consultado el 31 de marzo de 2016.
- Einstein, Albert (mayo de 1949), «Why Socialism? (Reprise)», Monthly Review (New York: Monthly Review Foundation, publicado el mayo de 2009) 61 (01 (mayo)), archivado desde el original el 11 de enero de 2006, consultado el 16 de enero de 2006 – vía MonthlyReview.org.
- Einstein, Albert (1950), «On the Generalized Theory of Gravitation», Scientific American CLXXXII (4): 13-17, doi:10.1038/scientificamerican0450-13.
- Einstein, Albert (1954), Ideas and Opinions, New York: Random House, ISBN 0-517-00393-7.
- Einstein, Albert (1969), Albert Einstein, Hedwig und Max Born: Briefwechsel 1916-1955 (en alemán), Múnich: Nymphenburger Verlagshandlung, ISBN 3-88682-005-X.
- Einstein, Albert (1979), Autobiographical Notes, Paul Arthur Schilpp (Centennial edición), Chicago: Open Court, ISBN 0-87548-352-6.. The chasing a light beam thought experiment is described on pages 48–51.
- Collected Papers: Stachel, John; Martin J. Klein; A. J. Kox; Michel Janssen; R. Schulmann; Diana Komos Buchwald, eds. (21 de julio de 2008) [manuscrito publicado entre 1987-2006], «The Collected Papers of Albert Einstein», Einstein's Writings (Princeton University Press), 1-10, archivado desde el original el 17 de febrero de 2013, consultado el 31 de marzo de 2016.. Más información sobre los volúmenes publicados se halla en la web Einstein Papers Project y en Princeton University Press Einstein Page

## Eponimia

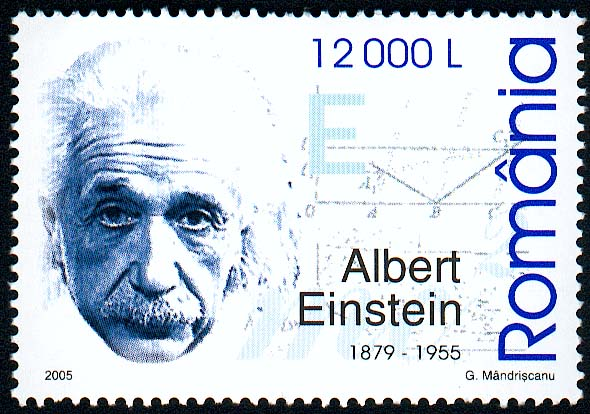
Sello rumano de 2005 con la imagen de Albert Einstein

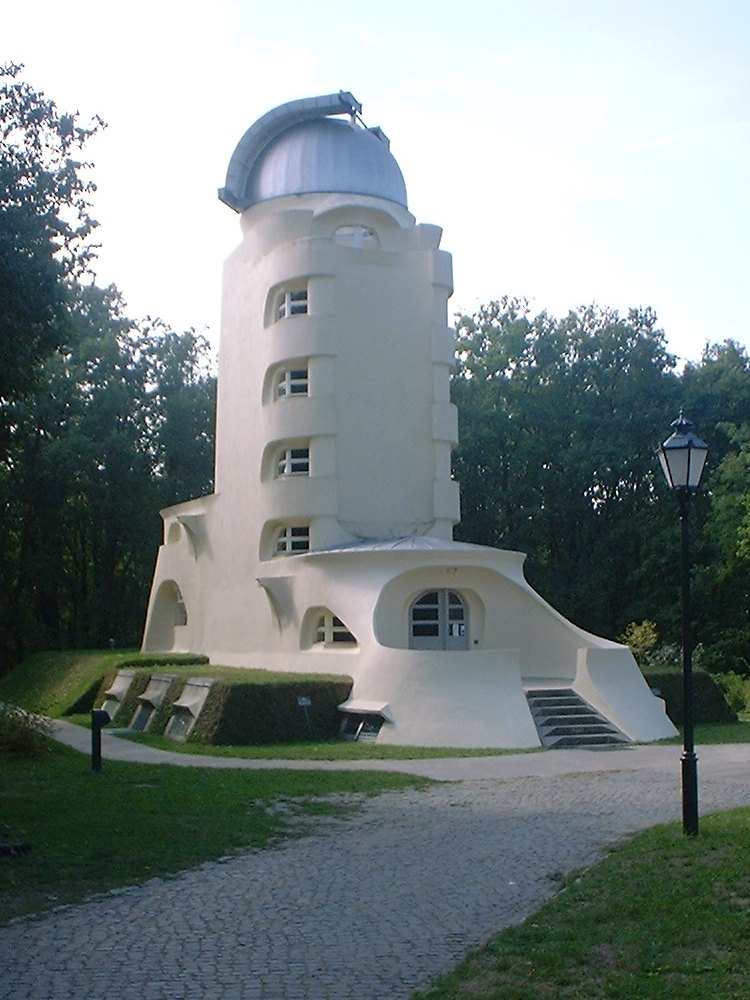
Torre Einstein (Potsdam)

Además de numerosas calles, plazas y ciudades de varios países del mundo, así como distintas instituciones académicas, una amplia relación de elementos relacionados con la ciencia llevan el nombre de Einstein en su memoria:
Química
- El elemento Einstenio fue nombrado en su honor.

Matemáticas
- Convenio de suma de Einstein, notación abreviada usada en álgebra tensorial.

Física
- Anillo de Einstein, efecto gravitatorio sobre la luz estelar.
- Ecuaciones del campo de Einstein, 10 ecuaciones de la teoría de la relatividad general.
- Estadística de Bose-Einstein, tipo de mecánica estadística aplicable a bosones en equilibrio térmico.
- Condensado de Bose-Einstein, estado de agregación de la materia que se da en ciertos materiales a temperaturas cercanas al cero absoluto.
- Einstein (unidad de medida), unidad de medida de cantidad de radiación.
- Relación de Einstein (teoría cinética), relacionada con el movimiento browniano.
- Modelo de Einstein, utilizado en la física de sólidos de la mecánica cuántica.

Espacio
- Observatorio Einstein, un detector espacial de rayos X astronómicos.
- Albert Einstein (nave), nave espacial de carga europea lanzada en 2013.

Astronomía
- Torre Einstein, observatorio erigido en 1924 situado en Potsdam.
- Einstein, cráter de impacto lunar.
- Einstein, asteroide número 2001 del catálogo del Minor Planet Center.
- Cruz de Einstein, cuásar afectado por el fenómenos gravitatorios que afectan a su luz.

Museo
- Einsteinhaus, casa-museo localizada en Berna, dedicada al físico alemán.

Premio
- Medalla Albert Einstein, reconociendo anualmente desde 1979 trabajos relacionados con la obra de Einstein.
- Medalla Albert Einstein de la UNESCO.

## En la cultura popular

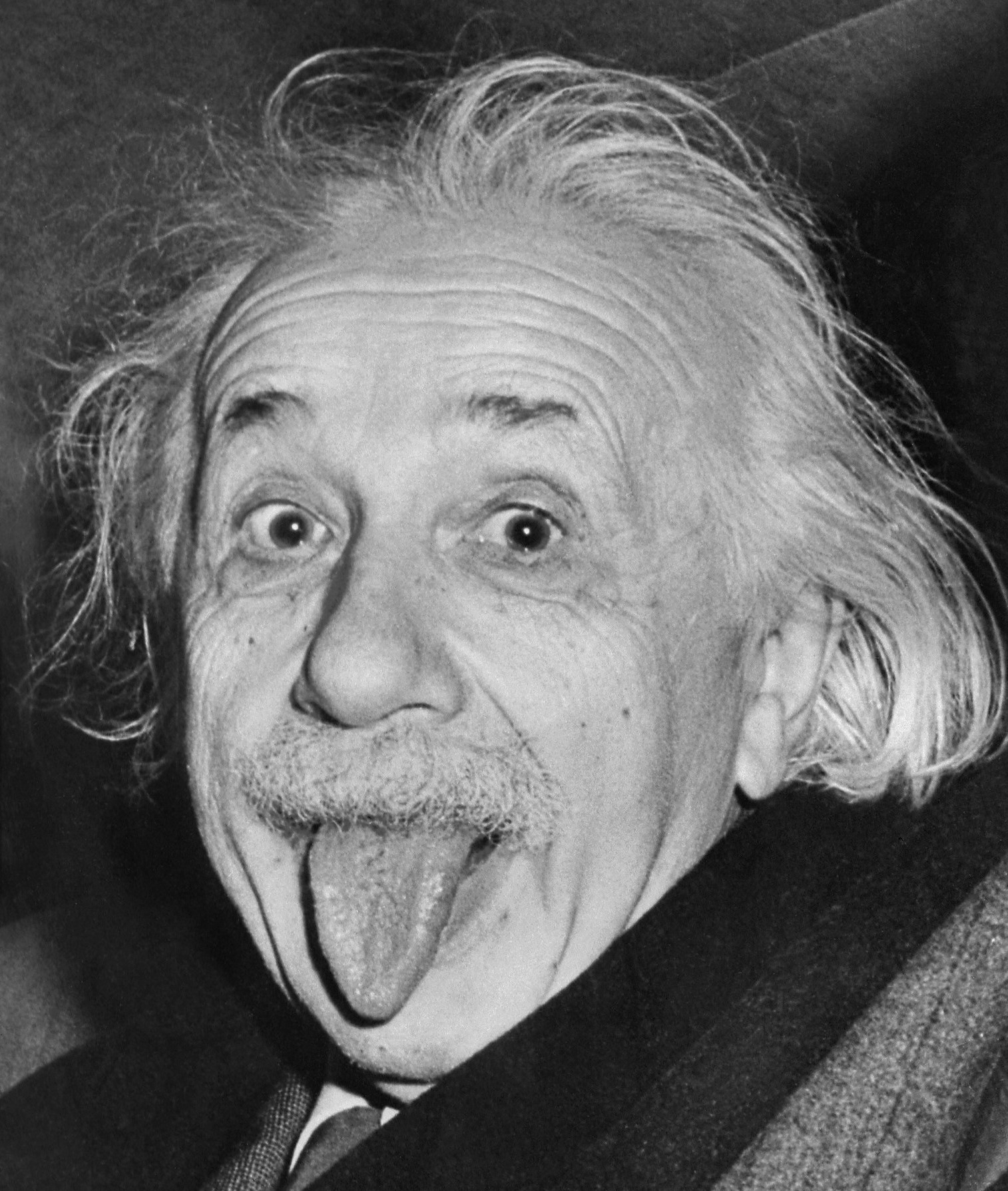
Famosa fotografía de Einstein sacando la lengua (1951).

Albert Einstein ha sido objeto e inspiración para muchas obras de la cultura popular.
En el cumpleaños 72 de Einstein, el 14 de marzo de 1951, el fotógrafo de United Press, Arthur Sasse, intentaba persuadirlo para que no sonriera ante la cámara, pero ese día, al haber sonreído a los fotógrafos muchas veces, Einstein le sacó la lengua. Esta fotografía se convirtió en una de las más populares jamás tomadas. Einstein disfrutó de esta foto y le pidió a UPI que le diera nueve copias para uso personal, una de las cuales firmó para un reportero. El 19 de junio de 2009, la fotografía firmada original se vendió en una subasta por $74 324, un récord para una foto de Einstein.
Einstein es un modelo favorito para las representaciones de genios o científicos locos. Su rostro expresivo y sus peinados distintivos han sido ampliamente copiados y exagerados. Frederic Golden, de la revista Time , escribió que Einstein era "el sueño de un dibujante hecho realidad".
El nombre de "Einstein" se ha convertido en sinónimo de una persona extremadamente inteligente. También se puede usar sarcásticamente cuando alguien dice lo obvio o demuestra falta de sabiduría o inteligencia.
Einstein también ha sido objeto de muchas citas que se han hecho especialmente populares en Internet y se le han atribuido falsamente, incluida "la definición de locura".